# Letourneur et Marchand
Letourneur et Marchand (auch: Letourneur & Marchand geschrieben) war ein französischer Hersteller von Automobilkarosserien aus dem Pariser Vorort Neuilly-sur-Seine, der vor allem in der Zeit zwischen den Weltkriegen außergewöhnlich elegante Individualaufbauten für Oberklasseautomobile fertigte. Das Unternehmen war in den 1930er-Jahren der bevorzugte Karosserielieferant von Delage.

## Unternehmensgeschichte

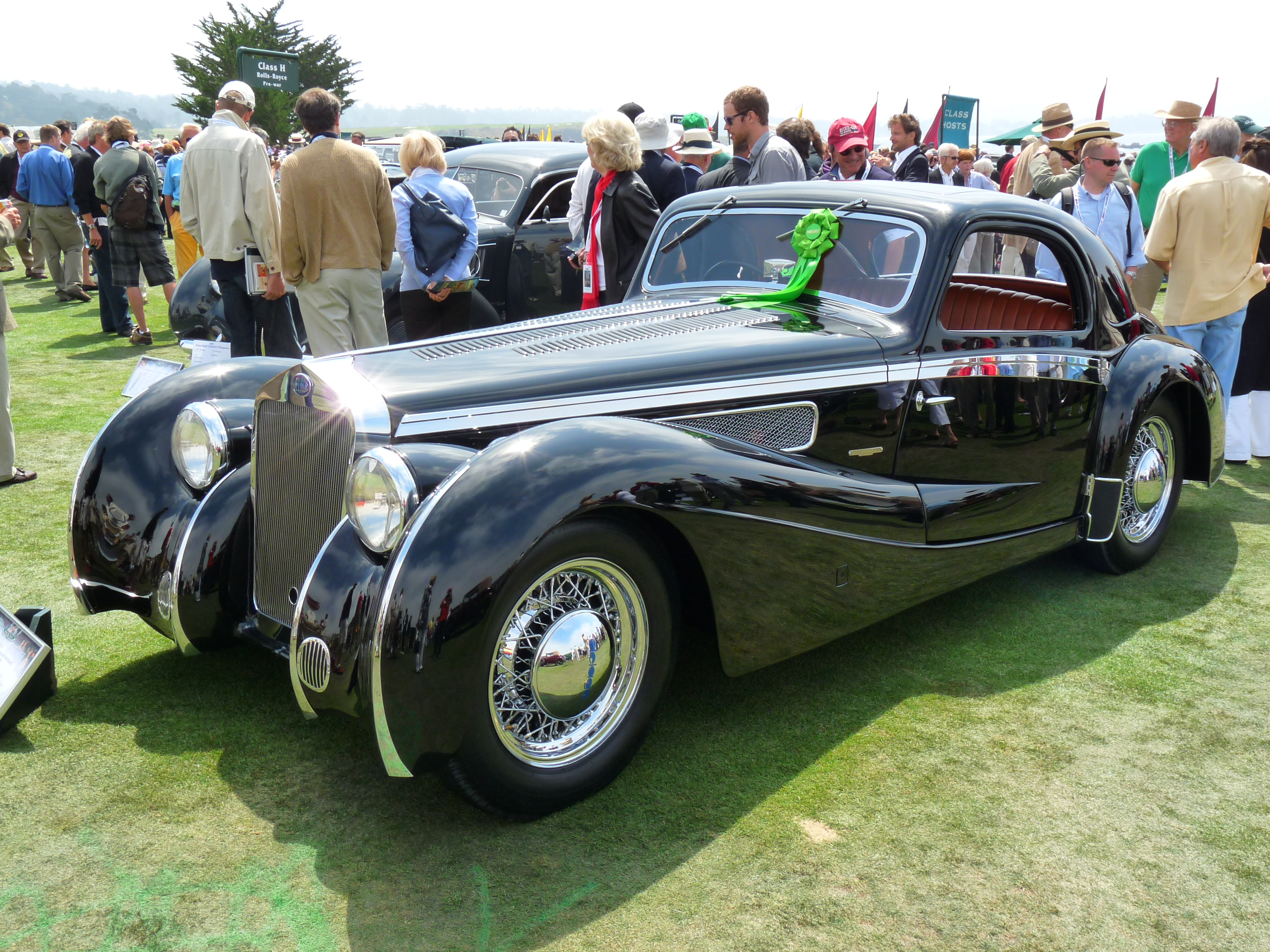
Delage Type D.8 S Aerodynamique mit Letourneur-et-Marchand-Karosserie (1937)

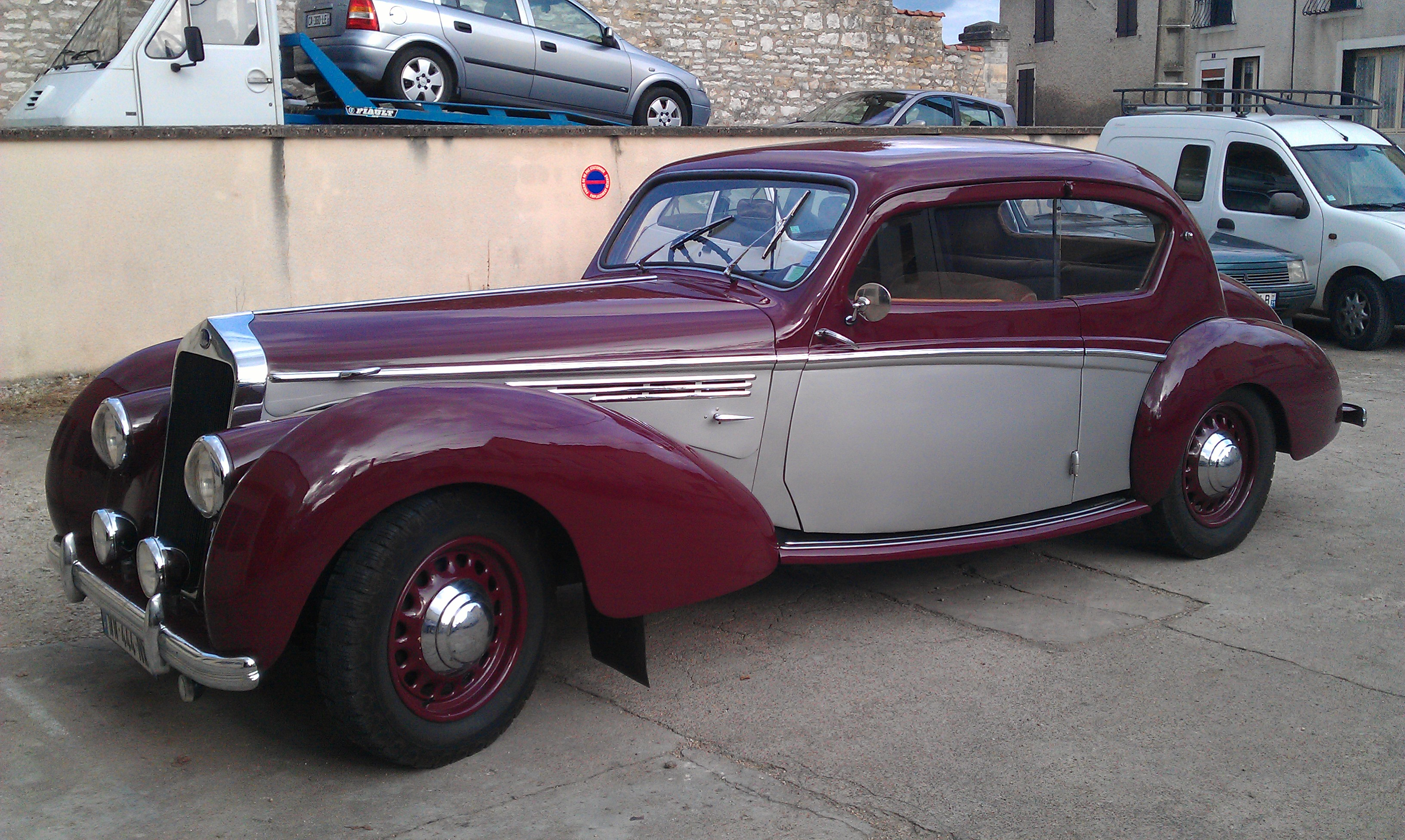
Delage Type D.6.70 mit Panoramique-Karosserie von Letourneur et Marchand

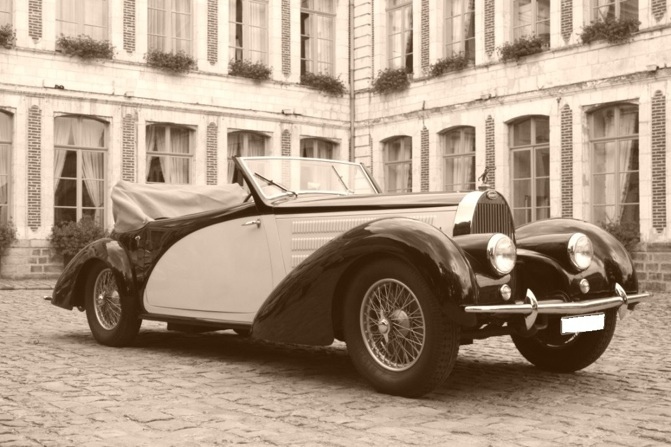
Bugatti Type 57

Letourneur et Marchand wurde 1905 von Jean-Marie Letourneur und Jean-Arthur Marchand gegründet. Beide stammten ursprünglich aus der französischen Region Burgund und waren kurz vor Beginn des 20. Jahrhunderts unabhängig voneinander nach Paris gekommen. Letourneur arbeitete seit 1900 als Formgestalter für den etablierten Kutschenhersteller Binder Carrossier in Neuilly-sur-Seine, dem sich Marchand nach Abschluss seiner Ausbildung zum Stellmacher wenig später ebenfalls anschloss. Im April 1905 trennten sich Letourneur und Marchand von Binder. Gemeinsam übernahmen sie die Räumlichkeiten des zuvor zahlungsunfähig gewordenen Karosseriebauunternehmens Wehrle Godard Desmaret und richteten dort einen eigenen Betrieb ein.
Anfänglich arbeitete Letourneur et Marchand vor allem als Subunternehmer für andere Karosseriehersteller, unter ihnen Binder, Franay und Labourdette. 1907 begann das Unternehmen, individuelle Aufbauten auf Kundenwunsch zu fertigen; das Design für die Karosserien kam jeweils von Jean-Marie Letourneur. Bis zum Ausbruch des Ersten Weltkriegs entstanden über 1200 Karosserien. In der Kriegszeit kam die Produktion von Automobilkarosserien zum Erliegen. Letourneur et Marchand war bis 1918 in erster Linie Zulieferer der Rüstungsindustrie; unter anderem entstanden hier Teile von Flugzeugaufbauten.
Nach dem Ende des Krieges nahm Letourneur et Marchand die Fertigung exklusiver Individualaufbauten wieder auf. Als zweites Standbein wurde 1924 das Tochterunternehmen Autobineau gegründet, das mehr oder weniger standardisierte Karosserien mit industriellen Methoden produzierte. Auf diese Weise konnten weit größere Stückzahlen erreicht werden als mit der auf Handarbeit spezialisierten Fertigung des Mutterunternehmens, während andererseits die Individualität und Exklusivität begrenzt war. Über Autobineau entstand der Kontakt zum exklusiven Pariser Sportwagenhersteller Delage. Autobineau fertigte in wenigen Jahren 2000 mehr oder weniger identische Aufbauten für den Delage DI. Hinzu kamen nach wie vor individuelle Karosserien, die auf Kundenwunsch entstanden. Seit den 1930er-Jahren war Letourneur et Marchand überwiegend für Delage tätig, daneben kleidete das Unternehmen auch Chassis von Buick, Duesenberg, Renault, Delahaye, Panhard, Rolls-Royce und Bugatti ein. Bis zum Ausbruch des Zweiten Weltkriegs entstanden mindestens 19 Karosserien für den Bugatti Type 57. Ab 1930 lag die Gestaltung der Karosserien überwiegend in den Händen von Marcel Letourneur, einem Sohn des Unternehmensgründers, der in eine künstlerische Ausbildung erfahren und in den 1920er-Jahren bei mehreren britischen Karosseriebauunternehmen gearbeitet hatte. Marcel Letourneur schuf vielfach aerodynamisch gestaltete Aufbauten, die eine niedrige Gürtellinie hatten und auf mittlere Fahrzeugsäule verzichteten, um den Dachaufbau leichter wirken zu lassen. Ein herausragendes Beispiel für diesen Gestaltungsstil war Marcel Letourneurs Coupé Panoramique von 1937, das auf einem Delage-D6-Chassis entstand. Ähnliche Karosserien fertigte das Unternehmen auch für Chassis anderer Hersteller, unter ihnen Lincoln. Der Stil von Letourneur und Marchand war in den 1930er-Jahren populär. Der in Cannes ansässige Carrossier Brandone imitierte bei einigen seiner Aufbauten, die für die Kundschaft der Côte d’Azur bestimmt waren, diese Linien.
Im Zweiten Weltkrieg kam die Automobilproduktion wiederum zum Erliegen. Kurz vor (Jean-Marie Letourneur, 1944) bzw. nach Kriegsende (Jean-Arthur Marchand, 1946) starben die Gründer des Unternehmens. Ihre Nachfolger versuchten, den Betrieb wieder aufzunehmen, scheiterten aber wie die Konkurrenten Saoutchik und Figoni & Falaschi an den sich verändernden Umständen. Hierzu gehörte unter anderem die wirtschaftliche Schwäche Frankreichs in den frühen Nachkriegsjahren, aufgrund derer die Nachfrage nach exklusiven Luxusfahrzeugen sehr begrenzt war. Der ehemalige Geschäftspartner Delage, der schon vor dem Krieg in dem Unternehmen Delahaye aufgegangen war, stellte 1953 endgültig die Produktion ein. Hinzu kam der Wechsel der Automobilhersteller zu selbsttragenden Karosserien, die individuellen Aufbauten enge Grenzen setzten. Dies führte dazu, dass Letourneur et Marchand in den acht Jahren von Kriegsende bis 1952 lediglich 67 Karosserien fertigte.
1953 versuchte das Unternehmen, eine Neuausrichtung vorzunehmen. Letourneur et Marchand entwickelte eine Cabrioletversion des Renault Frégate, eines neu vorgestellten Fahrzeugs der oberen Mittelklasse. Das Cabriolet sollte die bei Chapron hergestellte Coupéversion ergänzen. Ziel war es, das Cabriolet standardisiert zu produzieren und es landesweit über Renault-Händler vertreiben und warten zu lassen. Allerdings brachte auch dieses Projekt keinen Erfolg. Der „große Renault“ litt in den ersten Jahren unter zahlreichen Qualitäts- und Zuverlässigkeitsproblemen, sodass die Nachfrage nach dem Serienmodell deutlich hinter den Erwartungen zurückblieb. Diese Zurückhaltung der Kunden betraf gleichermaßen die Cabriolet-Version, sodass bis 1960 nur etwa 70 Cabriolets bei Letourneur et Marchand entstanden.